# 申裕斌
申裕斌（韓語：신유빈，2004年7月5日—），韩国女子乒乓球运动员。她曾代表韩国参加2020年夏季奥林匹克运动会乒乓球女子单打和女子团体比赛，其中女子单打被香港选手杜凱琹淘汰，女子团体则被德国队淘汰。2024年，与林鐘勳搭档，获得巴黎奥运会乒乓球混双铜牌，單打則於銅牌賽被早田希娜擊敗。

## 綜藝節目
| 年份   | 綜藝節目                   | 集數                                 |
| 2014年 | MBC《無限挑戰》            | EP372(2014/03/15)                    |
| 2021年 | MBC《玩什麼好呢》          | EP102(2021/08/21)、EP103(2021/08/28) |
| 2022年 | tvN《劉QUIZ ON THE BLOCK》 | Ep216 (2022/10/25)                   |